# Radošovice (ort i Tjeckien, Mellersta Böhmen)
Radošovice är en ort i Tjeckien. Den ligger i regionen Mellersta Böhmen, i den centrala delen av landet, 50 km sydost om huvudstaden Prag. Radošovice ligger 415 meter över havet och antalet invånare är 291.
Terrängen runt Radošovice är platt. Runt Radošovice är det ganska glesbefolkat, med 31 invånare per kvadratkilometer. Närmaste större samhälle är Vlašim, 4,5 km sydost om Radošovice. Omgivningarna runt Radošovice är en mosaik av jordbruksmark och naturlig växtlighet.